# 野溪站
野溪站是京门铁路沿线的一站，2019年左右，三家店站至木城涧站区间基本停运，此站随之废弃。

## 历史
1939年日本占领期间增设，隶属中国铁路北京局集团有限公司。车站不办理货物发送、到达。据说当地村民看见一股泉水从山涧流向永定河，因地处荒郊野外，故取名“野溪”。2019左右，三家店至木城涧区间基本停运，此站随之停运。

## 现状
2019年，海淀区政府在玲珑路中段北侧、琨御府小区南侧、东至慈寿寺地铁站及昆玉河，建设了京门铁路主题公园。有一些铁路设施的展示。其中一台车头是1956年第一批国产的“解放2345”蒸汽机车，在中华人民共和国成立50周年成就展上，这台蒸汽机车以“中国第一台蒸汽机车”的身份展出。